# النصاب (النادرة)

تعديل مصدري - تعديل

النصاب هي إحدى قرى عزلة مقنع الأعلى بمديرية النادرة التابعة لمحافظة إب، وسكانها نحو 90% آل اللهبي بينما 10% آل المنتصر بلغ تعداد سكانها 1856 نسمة حسب تعداد اليمن لعام 2024.